# Selección de balonmano de Armenia
La Selección de balonmano de Armenia es la selección de dicho país que representa a los jugadores de nacionalidad armenia dentro de la Federación Armenia de Balonmano. Hasta su independencia de la Unión Soviética, los jugadores de Armenia tenían que representar a la Selección de balonmano de la Unión Soviética.

## Historial

### Juegos Olímpicos
- 1996 - No participó
- 2000 - No participó
- 2004 - No participó
- 2008 - No participó
- 2012 - No participó
- 2016 - No participó
- 2020 - No participó

### Campeonatos del Mundo
- 1993 - No participó
- 1995 - No participó
- 1997 - No participó
- 1999 - No participó
- 2001 - No participó
- 2003 - No participó
- 2005 - No participó
- 2007 - No participó
- 2009 - No participó
- 2011 - No participó
- 2013 - No participó
- 2015 - No participó
- 2017 - No participó
- 2019 - No participó
- 2021 - No participó

### Campeonatos de Europa
- 1994 - No participó
- 1996 - No participó
- 1998 - No participó
- 2000 - No participó
- 2002 - No participó
- 2004 - No participó
- 2006 - No participó
- 2008 - No participó
- 2010 - No participó
- 2012 - No participó
- 2014 - No participó
- 2016 - No participó
- 2018 - No participó
- 2020 - No participó
- 2022 - No participó

### Mundial de Naciones Emergentes
- 2015 - 16.ª plaza
- 2017 - 16.ª plaza